# Kajárpéc
Kajárpéc es un pueblo húngaro perteneciente al distrito de Győr en el condado de Győr-Moson-Sopron, con una población en 2013 de 1273 habitantes.
Fue fundado en 1950 mediante la fusión de dos localidades colindantes llamadas Kajár y Kispéc. Ambos pueblos se conocen en documentos desde la Edad Media y fueron abandonados en la segunda mitad del siglo XVI por los ataques turcos, siendo repoblados en los siglos XVII y XVIII tanto por católicos como por luteranos. Actualmente el pueblo cuenta con dos iglesias de mediados del siglo XVIII, una católica en el antiguo pueblo de Kajár y otra luterana en Kispéc.
Se ubica unos 15 km al sur de la capital condal Győr, junto al límite con el condado de Veszprém.